# Platyhelminthes
Il Phylum Platyhelminthes (in italiano platelminti) o vermi piatti (dal greco antico: πλατύς platýs, "piatto"; ἕλμινς hélmins, genit. ἕλμινθος hélminthos, "verme"; cioè, "vermi piatti") è costituito da circa 25 000 specie di animali vermiformi. I platelminti comprendono sia specie conducenti vita libera sia parassiti, i quali infestano molti tipi di organismi, incluso l'uomo.
I platelminti conducenti vita libera appartengono tutti alla classe dei Turbellaria e sono presenti sulle rocce, nel fango e nella sabbia dei fondali acquatici (marini, salmastri e dulciacquicoli).
Molti turbellari vivono negli stagni o in pozze temporanee mentre solo alcune specie, come la geoplanaria, sono tipiche dei terreni umidi.
I turbellari più noti e studiati sono quelli appartenenti al genere Planaria.
I platelminti parassiti rappresentano l'85% del phylum e vengono raggruppati in quattro classi: i Turbellari, i Monogenei, i Trematodi e i Cestodi.
Fra questi ultimi i più conosciuti, per i danni che provocano all'uomo, sono le specie del genere Tenia (Taenia o Taeniarhynchus)

## Anatomia e fisiologia
I platelminti sono organismi acelomati, quindi non sono dotati di una cavità che separa le viscere dalla parete del corpo, e mostrano uno schiacciamento dorso-ventrale che conferisce ad essi il nome di vermi piatti, distinguendosi così dai Nematoda (vermi cilindrici) e dagli Annelida (vermi segmentati o metamerici).
Generalizzando sulla loro morfologia, si può dire che tutti i platelminti sono costituiti da un sacco muscolo-cutaneo che avvolge e protegge il parenchima, un tessuto connettivo di origine mesodermica, all'interno del quale si trovano immersi i vari organi ed apparati.
Dei liquidi interstiziali impregnano gli spazi extracellulari nel parenchima offrendo un sostegno idrostatico all'organismo e agevolando, con il movimento, la circolazione delle sostanze nutritive e dei gas respiratori.

### Epidermide
I platelminti sono rivestiti da un tessuto epidermico monostratificato.
Nelle forme conducenti vita libera, come i raggruppamenti più basali (Turbellari), le cellule dell'epitelio sono pluriciliate, soprattutto nella zona ventrale, e sono atte alla locomozione che avviene per strisciamento su una sostanza mucosa secreta da apposite cellule ghiandolari. Un altro tipo di cellule presenti nell'epitelio sono quelle rabditogene, che producono strutture bastoncellari dette rabditi.
La loro espulsione provoca la formazione di una guaina mucosa a scopo di difesa dai predatori.
In altre specie, come quelle dei Trematodi e dei Cestodi, adattati ad una vita di parassitismo, l'epitelio è di tipo sinciziale e talvolta, come nel caso dei Cestodi, presenta microvilli. Nell'epidermide sinciziale le cellule sono fuse a formare una continua massa citoplasmatica connessa ai corpi cellulari, che si trovano sotto la muscolatura, da sottili ponti citoplasmatici.
Molti tipi di Turbellari e di specie parassite mostrano invece un epitelio di tipo insunk (cioè affondato): i corpi cellulari contenenti i nuclei si trovano protetti al di sotto di una lamina basale sopra la quale poggia il tegumento citoplasmatico che riveste l'organismo.
Nelle forme parassite il tegumento secerne uno strato protettivo esterno detto glicocalice, costituito da polisaccaridi e glicoproteine che hanno lo scopo di eludere le difese immunitarie dell'organismo ospitante.
L'epidermide dei parassiti è munita, inoltre, di organi di attacco: uncini e ventose organizzati in rostelli, spicole o botri, necessari per l'ancoraggio alle superfici interne od esterne dell'ospite.

### Muscolatura
Al di sotto dello strato epidermico, i platelminti sono dotati di una serie di strati muscolari lisci (longitudinali, circolari e diagonali) che permettono movimenti ondulatori utili per la torsione e il nuoto.
All'interno del parenchima, sottili strati muscolari si estendono dorso-ventralmente assicurando una maggiore consistenza alla massa corporea; nonostante ciò, i platelminti sono facilmente sgretolabili in mano.

### Alimentazione e digestione
Tutti i platelminti sono aprocti.
La bocca si trova in posizione anteriore o ventrale ed è quasi sempre munita di una faringe che la collega all'intestino.
In alcune specie la faringe è muscolosa e può essere protrusa per catturare la preda e succhiarne le parti nutrienti prima di giungere all'intestino, dove la digestione continua poi intracellularmente.
La regione intestinale è a fondo cieco e si può trovare in varie forme: a sacco (come nei Rabdoceli), ramificata (Tricladi e Policladi) oppure formata da un semplice strato di cellule digestive come negli Aceli che, come dice il nome, sono privi di qualsiasi cavità, compreso il canale alimentare.

### Circolazione, respirazione ed escrezione
I platelminti non hanno un apparato circolatorio, infatti le sostanze nutritive e i gas respiratori raggiungono le cellule grazie ai liquidi interstiziali che bagnano il parenchima.
Il tutto è facilitato dai movimenti dell'animale.
Essendo privi di organi respiratori, gli scambi gassosi avvengono per diffusione attraverso la superficie corporea: a questo riguardo, risulta particolarmente vantaggiosa la forma appiattita del corpo dei platelminti, cosicché nessuna cellula si trovi troppo distante dall'ambiente esterno.
L'escrezione dei cataboliti e l'osmoregolazione sono affidati ad un apparato protonefridiale.

### Sistema nervoso e sensoriale
Nei Turbellari Aceli, i platelminti meno evoluti, il sistema nervoso è simile a quello degli Cnidari: una semplice rete nervosa subepiteliale non centralizzata.
Nei platelminti più evoluti si assiste invece ad una cefalizzazione e centralizzazione del sistema nervoso, con la comparsa di uno o più gangli cefalici dai quali si dipartono da uno a quattro paia di cordoni nervosi longitudinali submuscolari, che innervano l'intero organismo, collegati tra di loro attraverso commissure trasverse.
Dal ganglio cefalico si diramano, inoltre, fasci di fibre nervose dirette agli organi di senso.
Gli organi sensoriali comprendono ocelli fotosensibili, statocisti e recettori superficiali.
Gli organi visivi sono formati da cellule pigmentate e fotorecettori localizzati nell'estremità anteriore del corpo in prossimità dei gangli cefalici.
La statocisti è un organo di senso statico che permette all'organismo di riconoscere la sua posizione nello spazio.
È formata da una capsula rivestita da cellule meccanorecettrici e contenente al suo interno lo statolite, una sferetta di calcite che, in base alla posizione dell'animale, tocca alcuni punti della capsula e trasmette informazioni ai gangli cefalici.
Recettori superficiali ciliati sono diffusi su tutto il corpo e permettono la ricezione di stimoli fisici e chimici.
In alcune specie, come le planarie, cellule chemiorecettrici sono concentrate ai lati del capo, formando campi sensori detti auricole.

## Riproduzione e biologia dello sviluppo
Ad eccezione di poche specie, tutti i platelminti sono ermafroditi e utilizzano una fecondazione incrociata, mentre l'autofecondazione si ha più frequentemente nei Cestodi.
Alcune specie utilizzano anche la riproduzione asessuale, che può avvenire per scissione trasversale (detta schizogenesi architomica - Turbellari dulciacquicoli) o per amplificazione dei diversi stadi larvali nei Trematodi e Cestodi.
Il sistema riproduttivo maschile è formato da uno o più testicoli collegati, tramite dotti deferenti, ad una vescicola seminale dove vengono raccolti gli spermatozoi.
La vescicola continua con un apparato copulatore rappresentato da un pene o un cirro.
L'apparato riproduttore femminile è costituito da uno o più ovari che si collegano tramite ovidotti ad una borsa seminale, dove vengono momentaneamente raccolti gli spermatozoi dopo la copulazione.
Il gonoporo femminile può coincidere o no con quello maschile.
Nei Turbellari Arcoofori gli ovari producono uova ricche di vitello o endolecitiche mentre nelle forme più evolute (Turbellari Neoofori e le altre tre classi) si hanno due strutture: i germari, che producono uova prive di vitello, e i vitellari, che producono cellule vitelline che, in seguito, verranno accorpate alle uova con la formazione dei bozzoli. Le uova, dai Neoofori in poi, sono quindi ectolecitiche.
Dopo la fecondazione, lo zigote subisce una segmentazione spirale.
In molti Turbellari lo sviluppo è diretto e porta alla formazione di un individuo adulto.
Nei Turbellari Policladi e nei parassiti si assiste ad uno sviluppo indiretto con formazione di uno o più stadi larvali che precedono la forma adulta.
I cicli biologici dei platelminti parassiti saranno descritti in dettaglio nella parte riguardante ciascuna classe.

## Sistematica

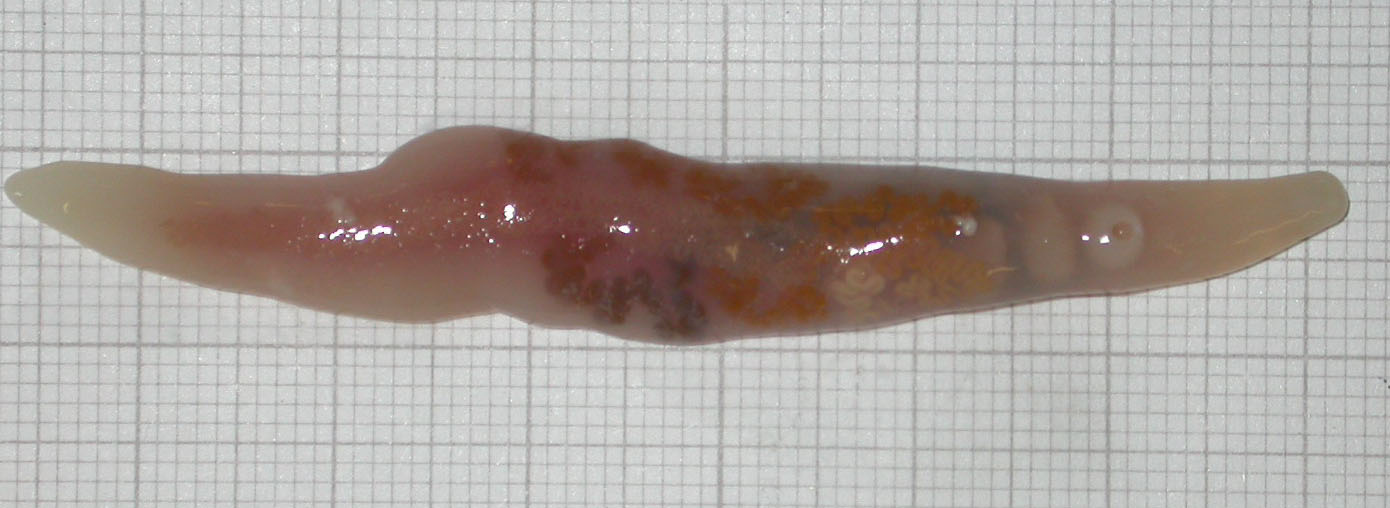
Botulus microporus, un trematode digeneo che parassita l'intestino dei pesci.

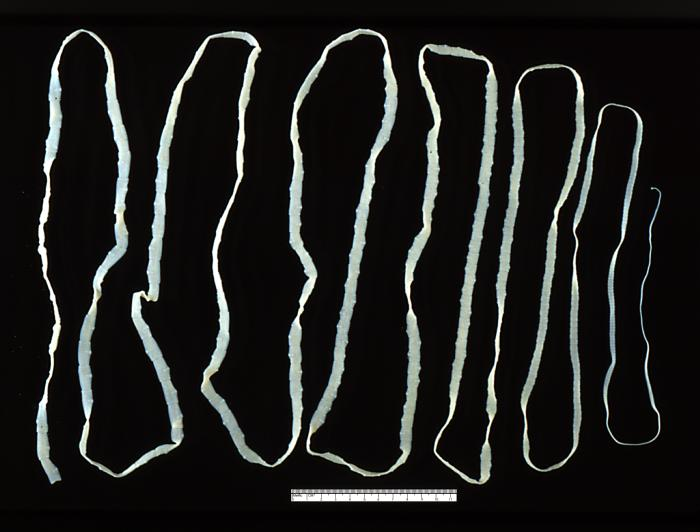
Individuo adulto di Taenia saginata, un eucestode parassita dell'intestino umano

Phylum Platyhelminthes viene generalmente suddiviso in 4 classi:
- Classe Turbellaria (Turbellari)
  - Sottoclasse Arcoophora (Arcoofori)
    - Ordine Acoela (Aceli)
    - Ordine Aplofaringidi
    - Ordine Catenulida (Catenulidi)
    - Ordine Lecithoepitheliata (Lecitoepiteliati)
    - Ordine Macrostomida (Macrostomidi)
    - Ordine Nemertodermatida
    - Ordine Neorhabdocoela (Neorabdoceli)
    - Ordine Polycladida (Policladi)
    - Ordine Prolecithophora (Prolecitofori)
    - Ordine Proplicostomati
    - Ordine Proseriata (Proseriati)
    - Ordine Tricladida (Tricladi)

  - Sottoclasse Neoophora (Neoofori)
    - Ordine Lecithoepitheliata (Lecitoepiteliati)
    - Ordine Prolecitophora (Prolecitofori)
    - Ordine Rhabdocoela (Rabdoceli)
    - Ordine Seriata (Seriati (Proseriati, Tricladi))
- Classe Monogenea (Monogenei)[5]
  -     - Ordine Monopisthocotylea (Monopistocotilei)
    - Ordine Polyopisthocotylea (Poliopistocotilei)
- Classe Trematoda (Trematodi)
  - Sottoclasse Aspidogastrea (Aspidogastrei)
  - Sottoclasse Digenea (Digenei)
- Classe Cestoda (Cestodi)
  - Sottoclasse Cestodaria (Cestodari)
    - Ordine Amphilinidea (Anfilinidei)
    - Ordine Dilepididea
    - Ordine Gyrocotylidea (Girocotilidei)

  - Sottoclasse Eucestoda (Eucestodi)
    - Ordine Aporidea
    - Ordine Caryophyllidea
    - Ordine Cyclophyllidea (Ciclofillidei)
    - Ordine Diphyllidea (Difillidei)
    - Ordine Lecanicephalidea
    - Ordine Litobothridea
    - Ordine Nippotaeniidea
    - Ordine Proteocephalidea
    - Ordine Pseudophyllidea (Pseudofillidei)
    - Ordine Spathebothriidea
    - Ordine Tetraphyllidea (Tetrafillidei)
    - Ordine Trypanorhyncha (Tripanorinchi)